# Distrito de San José del Alto
El Distrito de San José del Alto es uno de los doce distritos de la Provincia de Jaén en el Departamento de Cajamarca, bajo la administración del Gobierno regional de Cajamarca, en el Perú.
Desde el punto de vista jerárquico de la Iglesia católica forma parte del Vicariato Apostólico de San Francisco Javier, también conocido como Vicariato Apostólico de Jaén en el Perú.

## Historia
Su creación como distrito fue hecho por la Ley 9868 del 28 de diciembre de 1943, la misma que elevó a la categoría de pueblo a su capital, en el primer gobierno del Presidente Manuel Prado Ugarteche.
En la misma ley se crea los distritos de: Namballe, San José de Lourdes, Chontali, Pomahuaca y Santa Rosa.

## Geografía
Se ubica en el extremo nor-occidental de la provincia de Jaén, con una superficie de 634,11 km², y su capital distrital se encuentra a 1 500 m s. n. m. y está conformado por 42 caseríos y 4 centros poblados.

## Demografía
Según el INEI su tasa de crecimiento 81-93 es de –0.6 y su población estimada para 1999 es de 6 562 habitantes, con una densidad poblacional de 10,3 hab/km². Dos características importantes de su población son, que el 97,0% es rural y el 47,8 es menor de 15 años ya que los adultos emigran teniendo destacados profesionales a nivel nacional e internacional.

## Autoridades

### Municipales
- 2023-2026/ Alcalde: Teodoro Yajahuanca Peña del Partido Democrático Somos Perú

- 2015 - 2018
  - Alcalde: Gaspar Alvarado Julca, del Movimiento de Afirmación Social MAS
- 2011–2014[3]
  - Alcalde: Benjamín Coronado Díaz, del Movimiento Innovación Cajamarca (MICA).
  - Regidores: Rosas Carpio Fernández (MICA), Rosa Lili Palomino Fernández (MICA), Irma Chasquero García (MICA), Francisco Clever Troyes Mejía (Movimiento de Afirmación Social), Castinaldo Vásquez Pérez (Movimiento de Afirmación Social).
- 2007 - 2010
  - Alcalde: José Leonor Vallejos Troya, del Partido Acción Popular.

### Policiales
- Comisario:    PNP

### Religiosas
- Vicariato Apostólico de Jaén[4]
  - Vicario apostólico: Mons. Gilberto Alfredo Vizcarra Mori, S.J.

## Festividades
- San José

## Actividades económicas
La actividad principal que se desarrolla en el distrito es la agricultura, que llega a ocupar el 84% de la PEA distrital. Destaca el cultivo de café (42% del área cultivada en 1998) y es la principal fuente de ingresos para los agricultores.

## Vías de comunicación
De Jaén a la capital distrital se recorren 79 km, a través de una vía afirmada en muy mal estado, que fue iniciada por Augusto Felizardo Jiménez Agurto, quien inició los trabajos desde Tamborapa, llegándola hasta Tamborillo donde quedó paralizada por mucho tiempo por falta de presupuesto. Luego en un segundo periodo como alcalde logró culminar la obra llegando hasta la capital del distrito San José del Alto.

## Comercio
El comercio lo realizan, fundamentalmente, en las ciudades de Jaén, Tamborapa y Cochalan. Este último es un centro comercial muy importante, congrega a comerciantes de Huancabamba (Piura), de San José del Alto y de Jaén.

## Atractivos turísticos
Tiene como centro turístico las hermosas estatuas del inca, situadas en las pampas del inca, un lugar muy hermoso para visitar a aproximadamente unas 5 horas de Jaén.